# 池上昌和
池上 昌和（いけがみ まさかず、1974年10月6日 - ）は、日本中央競馬会（JRA）・美浦トレーニングセンターの調教師。
東京都世田谷区出身。JRAの騎手、調教師だった池上昌弘は実父。大叔父に保田隆芳、伯父に隆芳の実子である保田一隆。再従兄弟に声優の河合紗希子がいる。

## 来歴
父の昌弘と同じ世田谷区で生まれた（実家は父の実家でもあり、馬事公苑が近くにあった）が、当時既に調教師に転じていた昌弘が、調教師に転ずる以前にはJRA騎手として活躍していたことを、自身は高校在学中に初めて知ったぐらいに、競馬とは関わりのない環境で、世田谷の自宅に母の下で育った。卒業後、早稲田大学理工学部（現・早稲田大学理工学術院）へ進学。早稲田大学進学後に初めて乗馬クラブに行き、そこで馬と接するようになったことで、自身は理数系の大学学部に在籍していたものの、同時に競馬の世界にも興味を持つようになる。
1997年に早稲田大学理工学部を卒業し、卒業式の3日後にイギリスへ渡りケンブリッジの語学学校へ入学する。イギリスではニューマーケット近郊の育成厩舎で働き、その後アメリカにも渡ってニール・ドライスデール厩舎で研鑽を積む。海外で3年間競馬の勉強をした後に帰国し、社台ファームで働く。
2000年4月にJRA競馬学校厩務員課程に入学する。同年10月から厩務員として父昌弘の厩舎に所属し、2003年5月から調教助手に転向した。
2015年にJRA調教師免許試験に合格し、同年3月から美浦トレセンで厩舎を開業した。2022年3月5日に中山10Rで勝利し、JRA通算100勝を達成。
2023年11月12日に行われた福島記念でホウオウエミーズが勝利し開業9年目で重賞初制覇となった。

## 調教師成績

### 概要
|            | 日付           | 競馬場・開催  | 競走名                 | 馬名             | 頭数 | 人気 | 着順 |
| ---------- | -------------- | ------------- | ---------------------- | ---------------- | ---- | ---- | ---- |
| 初出走     | 2015年3月7日   | 2回中山3日4R  | 3歳新馬                | イントゥイシオン | 16頭 | 6    | 8着  |
| 初勝利     | 20215年5月2日  | 2回東京3日7R  | 4歳以上500万下         | インスタイル     | 16頭 | 2    | 1着  |
| 重賞初出走 | 2015年12月5日  | 5回中山1日11R | ステイヤーズステークス | カムフィー       | 16頭 | 7    | 2着  |
| 重賞初勝利 | 2023年11月12日 | 3回福島4日11R | 福島記念               | ホウオウエミーズ | 16頭 | 3    | 1着  |
| G1初出走   | 2016年10月30日 | 4回東京9日11R | 天皇賞（秋）           | カムフィー       | 15頭 | 15   | 13着 |

## 主な管理馬
- ホウオウエミーズ（2023年福島記念）
- シンティレーション(2025年小倉牝馬ステークス)

## 主な厩舎スタッフ
- 上原佑紀（現・調教師）